# Храм Адриана и Наталии (Одесса)
Храм Святых Мучеников Адриана и Наталии — православный храм в городе Одессе. Относится к Одесской епархии Украинской православной церкви. Памятник архитектуры местного значения.

## История
Храм был заложен 15 ноября 1897 года. Предполагается, что автором проекта мог быть Л. Ф. Прокопович или Л. Л. Влодек. Строительством руководил инженер-строитель Фёдор Гайдуков. Общая стоимость работ составила 25 тысяч рублей. 31 октября 1899 года архиепископ Херсонский и Одесский Иустин освятил храм во имя святых Матфея и Евгения.
В 1930 году церковь была закрыта советской властью. В 1942 году во время румынской оккупации митрополит Виссарион (Пую) вновь открывает храм, но освящает его во имя святых Виктора и Виссариона. До своей смерти в 1956 году прихожанином церкви был академик Владимир Филатов. В 1957 году храм переосвящают во имя апостола Павла и мученицы Наталии. В 1960-е храм снова закрыли. В его помещениях открыли музей атеизма, а затем столовую. Строения подворья были перестроены и превращены в детский сад. Здание церкви постепенно превращалось в руины. Позже его передали на баланс Союза композиторов и в нём планировалось открыть концертный зал.
В 1987 году храм признали памятником архитектуры местного значения. В 1989 году его вернули Одесской епархии. 22 декабря 1989 года митрополит Леонтий (Гудимов) совершил освящение храма во святых мучеников Адриана и Наталии. Первым настоятелем стал игумен Аркадий (Таранов).

## Архитектура
Храм построен из красного кирпича в неовизантийском стиле, одноэтажный, однокупольный. Длина здания составляет 22 метра, ширина — 20 метров, высота — около 20 метров, диаметр купола — 6 метров, толщина стен — до 1 метра. Алтарь обращён на юго-восток.
- Храм в 2008 году
- Храм в 2021 году
- Внутреннее убранство